# (29428) Ettoremajorana
(29428) Ettoremajorana (désignation provisoire 1997 FM1) est un astéroïde appartenant au groupe de Hungaria, en périphérie de la ceinture principale. Il a été découvert le 31 mars 1997 par l'astronome Vincenzo Silvano Casulli à Colleverde.
L'astéroïde est nommé le 2 juin 2015 par la circulaire no 94386 du Centre des planètes mineures d'après le physicien Ettore Majorana ; la citation de nommage est la suivante :
« Ettore Majorana (1906–1938?) was an Italian theoretical physicist. A student of E. Fermi, Maiorana hypothesized that the neutrino was its own antiparticle. »
c'est-à-dire en français :

« Ettore Majorana (1906–1938 ?) était un physicien théoricien italien. Étudiant d'E. Fermi, Maiorana émit l'hypothèse que le neutrino est sa propre antiparticule. »

(sic, la citation emploie d'abord « Majorana » avec un j puis « Maiorana » avec un i.)